# Харитошкин, Василий Иванович
Васи́лий Ива́нович Харито́шкин (1923—1992) — красноармеец, участник Великой Отечественной войны, начальник радиостанции 676-го артиллерийского полка (232-я Сумская стрелковая дивизия, 38-я армия, Воронежский фронт). Герой Советского Союза.

## Биография
Родился 23 февраля 1923 года в деревне Морозовка (ныне — Наровчатского района Пензенской области) в семье рабочего. Русский.
Вместе с родителями жил в селе Телегино (ныне Колышлейского района) Пензенской области, городах Беднодемьяновск (ныне Спасск) и Сердобск Пензенской области, в Мордовии (село Рыбкино Ковылкинского района), в селе Усть-Кокса Ойротской автономной области (ныне — Республика Алтай).
Окончил начальную школу. Работал наборщиком типографии в селе Усть-Кокса.
В Красной Армии — с декабря 1941 года. На фронте в Великую Отечественную войну — с июня 1942 года. Сражался в 425-м (с 29 июня 1943 года — 676-м) артиллерийском полку 232-й стрелковой дивизии на Воронежском, 1-м и 2-м Украинских фронтах. Член КПСС с 1944 года.
Отличился при форсировании Днепра. В наступательных боях обеспечивал постоянную надёжную связь с подразделениями полка и командованием дивизии. При форсировании Днепра в ночь на 4 октября 1943 года в районе села Лютеж (Вышгородский район Киевской области) переправился в числе первых, развернул станцию и установил связь с командным пунктом полка. Отразил огнём из автомата попытки врага уничтожить радиостанцию.
Представлен к награждению званием Героя Советского Союза за мужество и героизм, проявленные при форсировании Днепра и в боях на плацдарме.
Из наградного листа:

 В боях при форсировании реки Днепр тов. Харитошкин проявил геройство и отвагу.
Выполняя ответственную боевую задачу по организации связи дивизиона.
Действуя под прикрытием темноты, с группой войсковой разведки вброд и вплавь форсировал реку Днепр под сильным воздействием пулемётного и артиллерийского огня.
Произведя разведку правого берега реки Днепр, возвратился на ненецкой лодке за своей радиостанцией. Преодоление водного рубежа было связано с рядам трудностей: противник непрерывно ракетами освещал берега реки Днепр и прочесывал рубежи пулемётным огнем. Артиллерия и миномёты противника методическим огнем и огневыми налетами обстреливали районы переправ, правый берег реки Днепр господствовал по своей высоте над левым и был укреплен различными препятствиями (минные поля, проволочные заграждения, рвы). Табельных средств было недостаточно. Геройски преодолевая все эти препятствия, тов. Харитошкин переправился на правый берег реки Днепр и обеспечил дивизион непрерывной радиосвязью.
Тов. Харитошкин в период всех боев по расширению плацдарма на правом берегу реки Днепр проявляет геройство, мужество и мастерство своего дела. Его радиостанция работает непрерывно, обеспечивая командира дивизиона надежной связью для управления огней артиллерии.
За проявленное мужество и геройство тов. Харитошкин достоин присвоения звания «Герой Советского Союза».
Командующий артиллерией 232-й Сумской строковой дивизии подполковник Панков
19 октября 1943 года
— 
Указом Президиума Верховного Совета СССР «О присвоении звания Героя Советского Союза генералам, офицерскому, сержантскому и рядовому составу Красной Армии» от 10 января 1944 года за «образцовое выполнение боевых заданий командования на фронте борьбы с немецко-фашистскими захватчиками и проявленные при этом отвагу и геройство» с вручением ордена Ленина и медали «Золотая Звезда» (№ 3536).
После окончания войны В. И. Харитошкин продолжал службу в Советской Армии. В 1947 году окончил Ленинградское военное училище связи, в 1955 году — курсы усовершенствования офицерского состава (КУОС) при Муромском военном училище связи.
С 1967 года капитан В. И. Xаритошкин — в запасе. Жил в Ростове-на-Дону, работал помощником директора школы № 80 по хозяйственной части.
Умер 1 февраля 1992 года, похоронен в Ростове-на-Дону на Северном кладбище.
Его брат — Николай Иванович Харитошкин (род. 1939) — оренбуржский поэт.

Бюст на Аллее Героев в Наровчате

## Награды
- Медаль «Золотая Звезда»(19.01.1944)[4];
- Орден Ленина(19.01.1944)[4]
- Орден Отечественной войны I-й степени (06.04.1985)[5];
- Медаль За отвагу
- Медаль За боевые заслуги
- Медаль «В ознаменование 100-летия со дня рождения Владимира Ильича Ленина» (6 апреля 1970)
- Медаль «За победу над Германией в Великой Отечественной войне 1941—1945 гг.»(1945)[6]
- Медаль «Двадцать лет Победы в Великой Отечественной войне 1941—1945 гг.»
- Юбилейная медаль «Тридцать лет Победы в Великой Отечественной войне 1941—1945 гг.»[7]
- Медаль «Сорок лет Победы в Великой Отечественной войне 1941-1945 гг.»[8]
- Юбилейная медаль «50 лет Победы в Великой Отечественной войне 1941—1945 гг.»[9]
- Медаль «Ветеран труда»
- Медаль «30 лет Советской Армии и Флота»[10].
- Юбилейная медаль «40 лет Вооружённых Сил СССР»[11]
- Юбилейная медаль «50 лет Вооружённых Сил СССР» (26 декабря 1967[12])
- Юбилейная медаль «60 лет Вооружённых Сил СССР» (28 января 1978[13])
- Юбилейная медаль «70 лет Вооружённых Сил СССР» (28 января 1988[14])
- и другими

## Увековечение памяти
- Бюст Василия Харитошкина установлен в селе Наровчат на Аллее Героев — уроженцев и жителей Наровчатского района Пензенской области.
- В Ростове-на-Дону на доме, где жил В. И. Харитошкин, установлена памятная доска[15].
- В 1960-х годах в СССР в честь В. И. Харитошкина был выпущен плакат — «Герой битвы за Днепр» (художник А. Стадник, Воениздат).